# Occhi lucidi (Leon Faun)
Occhi lucidi è un singolo del rapper italiano Leon Faun pubblicato l'11 dicembre 2020 come secondo estratto dal primo album in studio C'era una volta.

## Video musicale
Pubblicato lo stesso giorno del rilascio del singolo, è stato diretto da Sharif Elfishawi, rappresenta Leon che si addormenta nel bel mezzo del bosco, dove sogna di essere un maggiordomo.

## Tracce
Testi di Leon de la Vallée, musiche di Alessio Marullo.
1. Occhi lucidi – 2:24